# The Theatre Bizarre
Pour plus de détails, voir Fiche technique et Distribution.
The Theatre Bizarre est un film d'horreur à sketches franco-américano-canadien réalisé par Douglas Buck, Buddy Giovinazzo, David Gregory, Karim Hussain, Jeremy Kasten, Tom Savini et Richard Stanley sorti en 2012
.

## Synopsis
- Theatre guignol (réalisé par Jeremy Kasten) : Une jeune femme est attirée par un théâtre dans lequel elle découvre un spectacle de marionnettes de taille humaine dirigé par un automate. Plusieurs histoires lui sont alors racontées sous forme de sketchs[2].
- The Mother of toads (réalisé par Richard Stanley) : Dans le sud de la France, un couple achète sur un marché, des bijoux ornés d'un pentagramme. La vendeuse leur propose de venir chez elle découvrir un exemplaire du Necronomicon. L'homme s'y rend tandis que la femme part se baigner.
- I love you (réalisé par Buddy Giovinazzo) : Un homme se réveille dans sa salle de bain couvert de sang et une profonde entaille à la main. Il se rappelle alors que sa femme est venue lui annoncer qu'elle avait un amant et qu'elle le quittait.
- Wet dreams (réalisé par Tom Savini) : Un homme fait du rêve cauchemardesque où il s'imagine victime d'une femme ayant des pinces d'insecte géant à la place du vagin.
- The accident (réalisé par Douglas Buck) : Une mère et sa fille roulent en voiture lorsqu'elles sont doublées par deux motards, l'un plus âgé l’autre plus jeune. Peu après, elles découvrent que le plus jeune motard a percuté un élan et gît à terre sans vie. L'élan, blessé est couché sur le côté de la route.
- Vision stains (réalisé par Karim Hussain) : Une femme tue des SDF et extrait de leurs yeux un liquide qu'elle s'injecte dans son propre œil pour pouvoir revivre les souvenirs de ces personnes.
- Sweets (réalisé par David Gregory) : Un homme déclare son amour à une femme dans une pièce couverte de restes de nourriture. Des flashbacks montrent le couple en train de se nourrir avec délectation dans différentes situations. La femme annonce alors à l'homme qu'elle le quitte.

## Fiche technique
- Titre original : The Theatre Bizarre
- Titre français : The Theatre Bizarre
- Réalisation : Douglas Buck, Buddy Giovinazzo, David Gregory (réalisateur), Karim Hussain, Jeremy Kasten, Tom Savini, Richard Stanley
- Scénario :
- Décors :
- Costumes :
- Montage :
- Designer sonore : David Uystpruyst
- Production :
- Budget : 500 000 dollars
- Sociétés de production : Severin Films, Metaluna Productions, Nightscape Entertainment, Quota Productions
- Sociétés de distribution : W2 Media, Severin Films, Tanzi Distribution, Image Entertainment, Lighthouse Home Entertainment
- Pays de production :  États-Unis,  France
- Langue originale : anglais
- Genre : horreur
- Durée : 114 minutes
- Dates de sortie :
  - États-Unis : 20 avril 2012 (DVD & Blu-ray)
  - France : 9 mai 2012
- Interdit aux moins de 16 ans

## Distribution
- Udo Kier : Peg Poett (segment "Theatre guignol")
- Virginia Newcomb : Enola Penny (segment "Theatre guignol")
- Catriona MacColl : Antoinette (segment "The Mother Of Toads")
- Shane Woodward : Martin (segment "The Mother Of Toads")
- Victoria Maurette : Karina (segment "The Mother Of Toads")
- Lisa Belle : The Naked Witch (segment "The Mother Of Toads") (sous le nom de Lisa Crawford)
- André Hennicke : Axel (segment "I Love You")
- Suzan Anbeh : Mo (segment "I Love You")
- Harvey Friedman (acteur) : (segment "I Love You")
- Tom Savini : Dr. Maurey (segment "Wet Dreams")
- Debbie Rochon : Carla (segment "Wet Dreams")
- James Gill : Donnie (segment "Wet Dreams")
- Lena Kleine : Mother (segment "The Accident")
- Mélodie Simard : Daughter (segment "The Accident") (sous le nom de Melodie Simmard)
- Jean-Paul Rivière : Motorcycle Father (segment "The Accident")
- Bruno Decary : Motorcycle Son (segment "The Accident") (sous le nom de Bruno Décary)
- Kaniehtiio Horn : The Writer (segment "Vision Stains")
- Cynthia Wu-Maheux : Junkie Girl (segment "Vision Stains") (sous le nom de Cynthia Wu Maheux)
- Imogen Haworth : Pregnant Woman (segment "Vision Stains")
- Rachelle Glait : Older Homeless Woman (segment "Vision Stains")
- Alex Ivanovici : Junkie Man (segment "Vision Stains")
- Lindsay Goranson : Estelle (segment "Sweets")
- Guilford Adams : Greg (segment "Sweets")
- Lynn Lowry : Mikela Da Vinci (segment "Sweets")